# スピロネマ科
スピロネマ科(Spironemidae)は、従属栄養生物である鞭毛虫の科である。形や大きさは、Hemimastix amphikinetaの14×7 μmの楕円体状から、Spironema terricolaの43×3 μmの蠕虫状まで多様であるが、kinetyと呼ばれる2列の繊毛を持つ特徴が共通している。
以下の種が含まれる。
- Spironema multiciliatum Klebs, 1893
- Spironema terricola Foissner & Foissner, 1993
- Spironema goodeyi Foissner & Foissner, 1993
- Stereonema geiseri Foissner & Foissner, 1993
- Hemimastix amphikineta Foissner, Blatterer & Foissner, 1988